# Хімія в Україні
Практичне застосування хімічних знань відоме в Україні здавна, воно пов'язане з виготовленням і використанням металів, їхніх сплавів, емалю, пороху тощо (підприємства для виготовлення пороху існували з 16 століття).    Найпоширенішими галузями  хімічного виробництва України є такі: гірничо - хімічна, основна хімія, хімія органічного синтезу, хімія полімерів, хіміко - фармацевтична, хімічних волокон, лакофарбова, нафтохімічна й нафтопереробна. На сьогодні сучасна хімія має такі завдання: створення нових чистих і безпечних технологій, створення нових джерел енергії та керування хімічними процесами. Значну роль у розвитку хімічних наук в Україні посідають наукові товариства природознавців, які існують  в Харкові, Києві та Одесі. Математично-природописно-лікарська секція НТШ у Львові з 1897 видає збірки, в яких є статті з хімії та української хімічної термінології.

## XIX століття
Перші наукові дослідження з хімії провадилися на початку 19 століття в Харківському університеті (Василь Каразін, Фердинанд Гізе). Там таки у 1864—1887 роках Микола Бекетов вивчав термохімію та теорію розчинів, а пізніше його учні та співробітники досліджували кінетику реакцій, адсорбцію, топохімічний та молекулярний поліморфізм. Важливі також праці Миколи Ізмайлова з теорії кислот/основ і електролітів. Визначними вченими у Харківському університеті були Олександр Данилевський (фізіологічна хімія) та Володимир Палладін (біохімія), а досліди з органічної хімії провадили Олександр Ельтеков і Костянтин Красуський. Перший підручник фізіологічної хімії Олексія Ходнєва з Харківського університету вийшов 1847 року.
У Київському університеті важливі досліди над дисоціацією молекул проводив у 1879—1884 роках Микола Миколайович Каяндер, також Я. Михайленко (термодинаміка розчинів) та О. Сперанський (теорія розчинів, 1905—1919). Праці з колоїдної хімії проводив Ілля Григорович Борщов від 1869 року. Широко розвинув цю галузь хімії Антон Володимирович Думанський, який 1912 року почав викладати в Київському університеті колоїдну хімію та видав тоді монументальну монографію про колоїдні розчини. В ділянці органічної хімії в Київському університеті працювали Петро Петрович Алексєєв і Микола Андрійович Бунге та світової слави Сергій Миколайович Реформатський, який відкрив реакцію творення β-оксикислот за допомогою цинкорганічних сполук. У 1867—1889 роках Володимир Олександрович Кістяковський працював у ділянці біохімії над обміном вуглеводів, зокрема глікогену.
У 1850—1860-х роках у Львівському університеті досліди з органічної та аналітичної хімії провадив Л. Пебаль. У 1872—1910 роках В. Радзішевський досліджував різні питання загальної та фармацевтичної хімії; важливі також праці з фізичної хімії С. Толлочка в 1905—1935 роках, а з органічної хімії — Віктора Кемули і Е. Ліннемана.
В Одеському університеті наприкінці 19 — на почаику 20 століття праці з органічної хімії провадили Петро Григорович Мелікішвілі, пізніше Микола Дмитрович Зелінський, з колоїдної хімії Ф. Шведов, з фізичної хімії — О. Саханов (електрохімія неводних розчинів), А. Рабинович (аномалія провідности), О. Фрумкін (електрокапілярні явища) і Л. Писаржевський (перекиси та надкислоти). Цей останній, працюючи в 1913—1934 роках у Дніпропетровську, заснував там Інститут фізичної хімії і створив основи електронної хімії і каталізу. Визначним українським біохіміком у Віденському університеті наприкінці 19 століття був І. Горбачевський, який 1882 року синтезував сечову кислоту з сечовини та гліцину.

#### Термінологічні праці
- Левченко М. Замьтка о русинской термінологіи. Основа. 1861. — № 7. — С. 183.
- Куліш П. Основа. 1862. — № 9. — С. 30.
- Шарловський І. Основа. — 1862. — № 9. — С. 23.

#### Підручники
- Раское Г. Е. Хемія (В перекладі В. Шухевича). Львів: Руске товариство педагогічне. — 1884.
- Мазуренко О. Про хемію. Петербург. — 1907.
- Кравс К. Основи хемії (Перекл. Р.Цегельський). Чернівці: Українська школа. — 1910.
- Гірняк Ю. Начерк мінералогії і хемії. Для середніх шкіл. Львів: Руске товариство педагогічне. — 1912.
- Гірняк Ю. Основи хемії. Для висших кляс гімназіяльних. Львів: Українське товариство педагогічне. — 1914.
- Дорошкевич В. Початкова хемія. К.: — 1918.
- Кравс К. Основи хемії. (Перекл. Р.Цегельський). Винниця: Товариство «Наука». — 1919.

## XX століття. Радянський період
По революції рівень і розвиток хімічних наук був не однаковий. Більшість наукових праць велася далі в університетах та політехнічних інститутах, хоч пізніше роль основних дослідів з хімії перебрали новозасновані інститути АН УРСР, які нині й репрезентують найвищий рівень хімічної науки в Україні. Вони диспонують більшими засобами для наукової праці і співпрацюють з університетами, політехнічними інститутами та іншими дослідними осередками, подекуди координуючи їх працю у визначених завданнях.
Інститути хімії АН УРСР репрезентують галузі хімія., на які ця наука є тепер поділена, хоч не всі галузі хімії мають свої інтитути. Наприклад, аналітична Хімія вивчається в Інституті фізичної хімії та в Інституті неорганічної хімії; кафедри аналітичної хімії існують в усіх університетах, чотирьох політехнічних інститутах та деяких технологічних інститутах.
Відділ хімії та хімічної технології АН УРСР складається з наступних науково-дослідних установ: Інститут загальної та неорганічної хімії, Інститут хімії високомолекулярних сполук із сектором нафтохімії, Інститут фізичної хімії ім. Л. Писаржевського з відділом фізико-органічної хімії у Донецьку, Інститут колоїдної хімії й хімії води, Інститут органічної хімії, Інститут газу та лабораторії Інституту загальної й неорганічної хімії в Одесі. Інститут фізичної хімії ім. Л. Писаржевського заснований 1927 в Дніпропетровську, від 1944 — у Києві. Він складається (1967) з відділів: гетерогенного каталізу (В. Ройтер, І. Корнійчук); каталітичного гідрування, каталізатори різних промислових процесів, електронної теорії каталізу (М. Русов, В. Власенко); окислювального каталізу — каталізатори і механізм окислення олефінів, теорії хроматографічного аналізу газів (М. Рубаник); рідкофазного каталізу (Я. Гороховатський); синтезу сорбентів, на базі силікатного, алюмінатного тощо (І. Неймарк); адсорбції та йонного обміну, дослідження колоїдів (Д. Стражеско); хімічної будови та реактивності (О. Бродський, І. Грагеров, В. Геллер); фотохімії (Б. Даїн); радіаційної хімії (А. Кабакчі). В Інституті фізичної хімії працювали визначні вчені в галузі спектроскопії (І. Обреїмов, А. Прихотько, М. Вукс), фізико-хімії твердого та рідкого тіла (С. Уразовський, О. Голик), електрохімії (А. Машовець, О. Афанасьєв), теорії електролітів (В. Фінкельштейн), фізико-хімії силікатів (П. Будников). Від 1966 до Інституту належить Донецьке відділення фізико-органічної хімії, де вивчаються механізм та кінетика органічних реакцій (Л. Литвиненко, Р. Кучер, С. Баранов). Інститут загальної та неорганічної хімії створено 1921 у Києві. Директорами інституту були — В. Плотников, В. Яворський, А. Кіпріянов, А. Думанський, 1960 — Ю. Делімарський. 1965 Інститут складався з 6 секторів, які об'єднували 25 відділів: хімії комплексних сполук (2 відділи, дослідники: Я. Фіялков, А. Бабко, К. Яцимирський); електрохімії (5 відділів, Ю. Делімарський, М. Граціянський, Б. Марков); колоїдної хімії (З відділи, — дослідники: А. Думанський, Ф. Овчаренко, О. Куриленко, Е. Натансон); фізико-хімії металургійних процесів (4 відділи, дослідники: І. Шека, М. Фортунатов, В. Сажин, Я. Горощенко); хімії та технології рідкісних металів (7 відділів, дослідники: М. Полуєктов, В. Назаренко); хімії і технології води (4 відділи у Вишгороді, один з дослідників Л. Кульський). Інститут органічної хімії створений в 1939 році на базі Інституту хімічної технології АН УРСР, нині в Києві. Директорами інституту були — В. Яворський, А. Кіпріянов, від 1960 — О. Кірсанов. Основними відділами інституту є хімія фосфороорганічних сполук (О. Кірсанов), елементоорганічних ізоцианатів (Г. Деркач), хімії фосфороорганічних комплексоутворювачів (Н. Фещенко), фосфороорганічних присадок і негорючих рідин (Я. Іващенко), хімії гербіцидів (В. Черкасов), хімії напівпродуктів (С. Солодушенков), проміжних продуктів і барвників, які містять флуор (Л. Ягупольський), кольору і будови органічних сполук (А. Кіпріянов), механізмів органічних реакцій (Є. Шилов), синтетичних фізіологічно активних речовин (П. Пелькіс), природних фізіологічно активних речовин (О. Свищук), фотосинтезу (О. Ясников), моделювання технологічних процесів органічного синтезу (Р. Мельников).
Інститут хімії високомолекулярних сполук існує від 1958 у Києві. Першим дир. був К. Корнєв, з 1965 — Ю. Ліпатов. Основні відділи інституту: синтези полімерів (К. Корнєв), фізико-хімії полімерів (Ю. Ліпатов), фізики полімерів (Ю. Єгоров), кінетики та механізму полімеризації (Т. Ліпатова), еластомерів (Т. Грищенко), тримірник полімерів (С. Омельченко), олігомерних сполук (Ю. Спірін), модифікації полімерів (О. Качан) та технології мономерів і полімерів (А. Шевляков). На поч. 60-х pp. основними напрямними роботи інституту були: синтезу термостійких полімерів; хім., фотохім. і радіаційно-хім. модифікація, полімерів; синтеза селективних йонообмінників та розвиток технології синтези мономерів і полімерів. З 1965 інститут досліджує з'ясування причин особливих фіз. та хім. властивостей поліуретанів та вивчає їх зв'язок з хім. будовою і структурними особливостями; досліджує синтези нових ди- і триізоціянатів та олігомерних сполук; вивчає механізм та кінетику міґраційної полімеризації та реакційної здатності співучасних сполук; виявляє основні закономірності перетворення поліуретанів на цінні полімерні матеріали: еластомери, синтетичні волокна тощо. Сектор нафтохімії (В. Гутиря) працює над хімією вуглеводнів та їх хім. перетворень.
Інститут біохімії існує від 1932 у Києві. Він був організований 1925 на базі кафедри біохімії при Харківському Мед. Інституті, якою керував О. Палладін. Спершу в інституті було 4 відділи: біохімії м'язової і нервової діяльності, порівняльної біохімії, біохімії харчування і зоотехн. біохімії. Від 1945 в інституті працюють відділи: біохімії нервової системи (О. Палладін), біохімії м'язів (Д. Фердман), структури та функції білка (В. Бєліцер), біосинтези та біологічних властивостей білків (М. Гулий) і біохімії вітамінів (Р. Чаговець), а 1983 створено ще 5 відділів: біохімії нуклеїнових кислот, біохімії ферментів, фотобіохімії (В. Вендт), біохімії росту (В. Короткоручко) і біохім. фармакології (С. Балуев). При Інституті діє Укр. Біохімічне Товариство, яке нараховує понад 800 чл. Інститут газу АН УРСР створено 1949 під керівництвом М. Доброхотова, пізніше його очолив В. Копитов. Основним завданням інституту є дослідження хім. переробки вуглеводних газів, використання горючих газів у промисловості, автоматизація хім. переробки та спалювання газів. Інститут колоїдної хімії та хімії води АН УРСР створено 1967 на базі сектора колоїдної хімії і Сектора хімії й технології води Інституту загальної та неорганічної хімії АН УРСР під керівництвом Ф. Овчаренка, пізніше О. Куриленка. Інститут розробляє теоретичні та експериментальні дослідження в галузі колоїдної хімії, фізико-хімії природних сорбентів, колоїдних металів та хімії очистки води.
Деякі ділянки хімії вивчаються в нехімічних інститутах АН УРСР. Так, наприклад, досліди над синтезом та будовою боридів, карбідів, силіцидів, нітридів та сульфідів деяких рідкісних та рідкісноземельних елементів ведуться в Інституті проблем матеріалознавства АН УРСР. Фізичні властивості полімерів досліджуються в Інституті механіки АН УРСР. Питання геохімії, основоположником якої був В. Вернадський, який з 1919 вивчав склад різних мінералів та закономірності їх поширення в земній корі, тепер досліджують в Інституті Геологічних Наук АН УРСР, зокрема геохімію інертних газів, скандію та германію.

#### Термінологічні праці
- Левицький В. «Начерк термінольоґії хімічної». Збірник Математично-Природописно-Лікарської Секції Наукового Товариства ім. Шевченка у Львові. 1903. — Т. 9.
- Горбачевський І. Увага о термінольоґії хемічній. Там же. 1905. — Т. 10.
- Горбачевський І. Медичний вісник. Прага, 1923.
- Курило О. Словник хемичної термінології. (Проєкт). — Київ: ДВУ, — 1923.
- Матеріали до української хемічної термінології. Видає комісія до зібрання української технічної термінології в Празі. — Прага: Накладом Товариства «Основа». — 1925.
- Цегельський Р. «Про українську хемічну термінологію» Збірка Математично-природописно-лікарської секції НТШ. — 1928. — Т. 27. — С. 262—267.
- Кандяк І. «Українська хемічна термінологія». Там же. 1930. — Т. 28-30. — С. 259—271.
- Семенцов А. П. «До питання про українську хемічну термінологію». Там же.
- Цегельський Р. «Рішення Математично-природничо-лікарської секції НТШ в справі української хемічної термінології». Там же.
- Вікул М. «Зауваження до Вернерової термінології комплексних сполук». Там же. — С. 447—452.
- Інструкція до збирання мовного матеріалу в галузі природничої термінології та номенклатури. Київ. В-во ІУНМ. — 1928. — С. 19.
- Математичний термінологічний бюлетень. Термінологічний бюлетень № 2. Виправлення до математичного словника . ЧЧ. І, ІІ, ІІІ — Київ: ВУАН. — 1934. — 81 с.
- Фізичний термінологічний бюлетень. Термінологічний бюлетень. № 4. Київ: ВУАН. — 1935. — 81 с.
- Виробничий термінологічний бюлетень. Київ: В-во ВУАН. — 1935.
- Горбачевський І. Теперішній, стан української номенклатури неорганічної хемії. Beitrage zur Ukraine-Kunde, VII. Leipzig. 1941.
- Астахов А. И., Фиалков Я. А. Украинский химический журнал — 1949. — Т. 15. — С. 267.
- Вовк А. «Правописні проблеми в українській хемічній номенклятурі» Бюлетень термінологічної комісії при Науковому товаристві ім. Шевченка. Ню Йорк. — 1958. № 1. — С. 11.
- Голуб А. М. «К вопросу об украинской терминологии и номенклатуре в неорганической химии (в порядке обсуждения)» // Украинский химический журнал — 1958. — Т. 24, № 1. — С. 118—129.
- Астахов А. И., Фиалков Я. А. «О принципах построения украинской номенклатуры неорганической химии» // Украинский химический журнал — 1958. — Т. 24, № 3. — С. 413—418.
- Голуб А. М. Систематика і термінологія в неорганічній хімії. Київ: Київський університет. — 1959. — 148 с.
- Голуб А. М. Ещё раз о украинской номенклатуре в неорганической химии // Украинский химический журнал — 1959 — Т. 25, № 4 — C. 674—679.
- Голуб А. М. О номенклатуре в неорганической химии // Изв. Вуз. хим. и хим. технол. — 1956 № 6 — С. 14-19.
- Шутка Антін «На маргінесі появи Бюлетеню Термінологічної комісії» при Науковому Товаристві ім. Шевченка". Вісті українських інженерів. Т. 10. Ч. 2-3, Ню Йорк, 1959.
- Каплистий М. «Дискусія на тему української хемічної номенклятури в УРСР». Вісті українських інженерів (Ню Йорк). Т. 10. Ч. 2-3, 1959. — С. 62-63.
- Вікул М. Протокол засідання номенклятурної хемічної комісії Української Господарської Академії в ЧСР, що відбулося 4 січня 1928 р. (Головував Іван Горбачевський).
- Вовк А. (Вільшенко А.). «Модерна хемічна номенклятура неорганічної хемії» І-ша част. «Хемічні елементи» (проєкт). Ню Йорк: НТШ. — 1962. — 21 с.
- Голуб А. М. «Номенклатура в неорганічній хімії». Вісник Київського університету. Серія фіз. та хім. 1965. — № 6. — С. 125—139.
- Лучинский Г. П. Проект правил номенклатуры неорганических соединений. — Москва.: ВИНИТИ, 1962. — 62 С.
- Вовк А. «Розвиток і проблематика української хемічної номенклятури» // Вісті українських інженерів. 1967. Т. 18. Ч. 2-3. — С. 17-22.
- Голуб А. М. Правила систематики та номенклатури в неорганічній хімії. К.: Наукова думка. — 1968. 24 с.
- Голуб А. М. Про сучасну українську хімічну термінологію // Український хімічний журнал — 1974. — Т. 40, № 6. — С. 658—659.
- Вовк А. «Назовництво кислот в українській хемічній номенклятурі» // Вісті українських інженерів. — 1974. — Т. 25, № 1-2. — С. 10-14.
- Моргарт Р. П. Класифікація та номенклатура неорганічних сполук. Львів: Вища школа. — 1977. — 180 с.
- Телегус B.C. Методичні поради до вивчення курсу неорганічної хімії. Львів: Львівський університет. — 1981. — 22 с.
- Вовк А. «Окремі проблеми української термінології». Бюлетень УТГІ. 1984. Ч. 1 26 с. (Український термінологічний центр в Америці).
- Вовк А. «Хемічна номенклатура гідроксильних сполук» // Вісті українських інженерів — 1990. Т. 36. Ч. 1-2. — С. 12-13. (Примітка: Анатоль Вовк — голова управи Українського термінологічного центру в Америці, член-кореспондент Філологічної секції НТШ в Ню Йорку).
- Литковец А. К. Номенклатура органических соединений. Львів: Львівський політехнічний інститут. — 1984. — 21 с.
- Литковец А. К. Номенклатура органических соединений. Ч. 2. Циклические соединения. Львів: ЛПІ. — 1985. — 39 с.
- Бенкс Дж. Название органических соединений. Москва: Химия. 1980.
- Лидин Р. А., Молочко В. А., Андреева Л. Л., Цветков А. А. Основы номенклатуры неорганических веществ. Москва: Химия. — 1983. — 112 с.
- Кан Р., Дермер О. Введение в химическую номенклатуру. Москва: Химия. — 1983. — 224 с.
- Вовк А. «В обороні номенклятурних пропозицій». Записки НТШ. (в ЗСА), Філологічна секція. T. 187. Ню Йорк. — 1976. /Відповідь на критику О. Омецінського статті А. Вовка «Правописні проблеми …», Ню Йорк, 1958, поміщену в цім же т. 187/.
- Бокий Г. Б., Голубкова Н. А. Введение в номенклатуру ИЮПАК. — Москва: Наука. — 1989. — 184 с.

#### Словники

##### Словники української мови
- Памво Беринда. Лексикон словено-роський. Київ: АН УРСР. — 1961. — 771 с.
- Лексикони Е. Славинецького та А. Корецького-Сатановського. Київ: Наукова думка. — 1973.
- Кузеля 3. Словник чужих слів. Київ-Ляйпціг: Українська накладня. Коломия: Галицька накладня, 1919.
- Уманець М., Спілка А. Словар російсько-український. Берлін: Бібліотека «Українського слова». — 1924.
- Грінченко Б. Словарь украинского языка. Київ: Держвидав України. — 1925.
- Возняк М. Український правопис із словником. Львів: Книгарня НТШ. — 1929.
- Голоскевич Г. Правописний словник. Харків. — 7-ме вид. — 1930.
- Грицак Е., Кисілевський К. Україно-польський і польсько-український словник. Львів: Накладом книгарні НТШ. — 1931.
- Словник української мови в 11 томах. Київ: Наукова думка. — 1970—1980.

##### Хімічні словники
- Дубняк К. Російсько-український словник термінів природознавства та географії. Кобеляки. — 1917.
- Вікул М. Російсько-український словник термінів фізики і хемії. Гадяч. — 1918.
- Тутковський П. А. Словник геологічної термінології. — Харків: ДВУ. — 1923.
- Курило Олена. Словник хемичної термінології. К.: ВУАН-ДВУ. — 1923.
- Зенкевич С. Словник хемічної номенклатури. Неорганічна хемія (проєкт). З доручення Всеукраїнської наради в справі усталення української хемічної номенклатури (8-9 жовтня., 1927 p.). Харків: ДВУ. — 1928.
- Киселев В. Ф. Український медичний словник (Розділ «Хемія») Одеса: ДВУ. — 1928.
- Полонський X. Словник природничої термінології (проєкт). К.: УАН-ДВУ. — 1928.
- Російсько-український словник хемічної номенклатури для середньої школи. Харків: Рад. школа. — 1935.
- Некряч Е. Ф., Назаренко Ю. П., Чернецький В. П. Російсько-український хімічний словник. К.: АН УРСР, 1959. — 188 с.
- Santholzer R., Korinsky J. Petijazyczny slovnik: barvy, laky, povrchova uprava, korose. — Praha: Statni nakladatestvi technicke Literatury. — 1959.
- Собецкая С., Бернацкий В., Крыт Д., Задородная Т. Химический словарь на 4-х языках: английско-немецко-польско-русском. Варшава: PWN. — 1962.
- Вільшенко А. / Вовк А. / «Новий хемічний словник». Свобода (ЗСА/США) за 10.ХІ.1960 і наступні (5 часток). / Рецензія на Некряч та інші. Російсько-український хімічний словник, Київ, 1959 /.

##### Загальнотехнічні словники
Вовк А. Вибірковий англійсько-український словник з природознавства, техніки і сучасного побуту. Т. 1, Ню Йорк: Вид. УТЦА. — 1982. — 210 с.; Т. 2. // Вісті українських інженерів Ню-Йорк 1982—1989.
- Дубровський В. Російсько-український технічний словник. Вид. 2. К.: — 1926.
- Шелудько І., Садовський Т. Словник технічної термінології (загальний) (Проєкт). К.: УАН ДВУ. — 1928.
- Матийко Н. М., Матийко А. М. Русско-украинский технический словарь. K.: Держвидав техн. літер. УРСР. — 1961.

##### Спеціалізовані словники
- Лоханько Ф. Словник технічної номенклятури. Мануфактурні виробництва (проект). Ухвалила Технологічна секція Технічного відділу ІУНМ УАН. Київ: УАН-ДВУ, 1928.
- Шелудько І. М. Практичний словник виробничої термінології. Харків: ВУАН. 1931. — 101 с.

#### Підручники, посібники

##### Лекційні курси
- Мазуренко В. Курс хемії для професійних шкіл і самосвіти. X.: ДВУ. — 1922.
- Горбачевський І. Органічна хемія. Прага: Український університет в Празі. — 1924.
- Левицький В. Фізика. Для висших кляс середніх шкіл. Частини І та II. — Львів: Накладом книгарні Арнольда Бардаха. — 1924.
- Форманек Я. Короткий нарис неорганічної хемії. Переклад з чеської мови Л. Мосендз. — Подєбради: Видавниче товариство при Укр. госп. акад. (літографія). 1924. — 330 с.
- Пономарьов О. Курс фізики і хемії з основами механіки і електротехніки. — Одеса: ДВУ. — 1926.
- Дорошкевич М. В. Короткий курс хемії (для загальної освіти). — Кам'янець. — 1927.
- Хотинський Е. С. Елементарний курс хемії. З російського оригіналу переклав В. Лебединський за ред. Зенкевича. X.: Український робітник. — 1927.
- Шоригін П. Короткий курс хемії. Для медиків і біологів. Переклад з російської мови В. Лебединського. X.: ДВУ. — 1928.
- Григор'єв Г. Короткий, курс хемії. Вид. 2. Підручник в установах соцвиху — X.: ДВУ.- *1928. — 146 с.
- Григор'єв М. В. Хемія навколишнього середовища. Посібник для проф. шкіл соц.-економ. та сільсько-господ. Вид. 2. К.: Книгоспілка. — 1928. — 184 с.
- Григор'єв Г. Короткий курс хемії. Вид. 3. Підручник в установах соцвиху. X.: ДВУ. — 1929.
- Тананаєв О. С. Курс об'ємної аналізи. X.: 1929.
- Морейні. Етерові олії. — Винниця. — 1929.
- Сміт О. Скорочений курс хемії. Перероб. Кандал Д. Перекл. з англ. М.Улезко за ред. Хотинського та Зенкевича. Вип. 1-2. X.: ДВУ. — 1929. (Книжку перевидавано в 1930, 1931, і 1932 рр.).
- Федорів О. С. Теоретичні вправи з хемії. Збірник вправ і задач. Посібник для вишів та хем. технікумів. Вид. І. X.: ДТВУ. 1929.
- Пісаржевський Л. Вступ до хемії. На основі структури атома та електронно-йонної структури молекули. Перекл. О.Синявський. Підручник для хем. та біолог, факультетів. X. — Дніпропетровське: ДВУ. — 1930. — 126 с.
- Хотинський Є. С. Елементарний курс хемії. Переклад ВЛебединського. X.: Укр. Робітник. — 1930.
- Хотинський Є. С. Короткий курс хемії. Старший концентр. трудової школи. Х.-К.: ДВУ. — 1930.
- Фройндліх Г. Основи науки про колоїди. X.: ДВУ. — 1930. — 108 с.
- Гаас А. Квантова хемія. Х.-К.: ДВУ. — 1931. — 82 с.
- Хотинський Є. С. Елементарний курс хемії. Х.-Одеса: ДВУ. — 1931.
- Хотинський Є. С. Хемія в трудшколі. Ч. 1. Харків: Радянська школа, — 1931.
- Гольдмайярд Є. Ж. Практична хемія. Х.-К.: Техвидав. — 1931.
- Бизов Б. В. Аналітична хемія. Якісна аналіза. X.: Техвидав. 1931. — 148 с.
- Лідов А. П. Аналіза газів Х.-Одеса: ДТВУ. — 1931. — 288 с.
- Реформатський А. Органічна хемія. Х.-К.: Держтехвидав України. — 1931. — 178 с.
- Селіванов С. С. Короткий курс органічної хемії. Х.-Одеса.: ДТВУ. — 1931. — 256 с.
- Тананаєв Н. Курс об'ємної аналізи. Х.-К.: ДТВУ. — 1932. −260 с.
- Перекалін, Ребіндер. Робітна книга з хемії. Х.-К.: Кокс і хемія. — 1932.
- Лаврі Т. М., Сегден С. Фізична хемія. Підручник з англійської переклав Чаленко І. — X.: Кокс і хемія. — 1932. — 338 с.
- Габель Ю. Органічна хемія. Ч. І та Ч. II. — Рад. школа. — 1932.
- Форманек Н. Стислий курс неорганічної хемії. Переклад з чеської мови під редакцією професора Телетова. X.: Держсільгоспвидав. — 1932. — 230 с.
- Любарський Г. Д. Каталіза в хемічній промисловості. Х.-Дн. Кокс і хемія. — 1933. — 186 с.
- Тананаєв М. Вагова аналіза. Х.-К.: ОНТВУ Кокс і хемія. — 1933. — 192 с.
- Шуфтан П. Газовий аналіз у техніці. X.: ДНТВУ. — 1933. — 74 с.
- Беренс Г., Кляй П. Мікрохемічна аналіза. Х.-К.: ОНТВУ ДНТВУ. — 1933.
- Глинка Н. Л. Неорганічна хемія. Посібник для сільгоспвишів. Х.-К.: Держсільгоспвидав. — 1933. — 432 с. (Переклад. 1934, 1935, 1936 p.).
- Кривобабко І. П. Фізична хемія. Перекл. з російської — Х.-К.: ДНТВУ. — 1933. — 148 с.
- Еггерт Дж. Фізична хемія. Перекл. з російської — Х.-К.: ДНТВУ. — 1933. — 582 с.
- Меншуткін Б. Н. Хемія. Ч. І і Ч. II. Перекл. з російської О. Й. Комлев. — Х.-К.: ДНТВУ. — 1933.
- Семенцов А. Короткий курс органічної хемії. Х.-К.: ДНТВУ. — 1933. — 278 с.
- Куценос В. Д. Стислий курс аналітичної хемії. Підручник для ветеринарних вишів. Х.-К.: Кокс і хемія. — 1933.
- Тредвел Ф. Курс аналітичної хемії. Т. 1. Якісна аналіза (з російської). — X.: ДНТВУ. — 1933.
- Саккур О. Підручник термохемії та термодинаміки. (Перекл. з нім.). — Х.-Дн.: ДНТВУ. — 1932.
- Лозинський М. Хемія силікатів. — Х.-К.: ОНТВУ. — 1933. — 132 с.
- Думанський А. В. Дисперсність і колоїдний стан речовини. -Х.-К.: Кокс і хемія. — 1933.
- Голлеман А. Органічна хемія. Перекл. з російської Ф.Кривоноса. — Х.-К.: ДНТВУ. — 1934.
- Лебедев П. П. Хемія. Підручник для пед.технік. Перекл. з російської К. С. Шилова. — Х.-К.: ДНТВУ. — 1935. — 316 с.
- Лебедев П. П. Це ж саме. 2-ге вид.
- Куценос В. Д. Стислий курс аналітичної хемії. Вид. 2. X.: ДНТВУ. 1935. — 116 с.
- Тредвел Ф. Курс аналітичної хімії./ Т. 2. Кількісний аналіз. Кн. 1. З 6-го російського видання переклав О.Комлев. Х.-К.: ДНТВУ. — 1932.
- Тредвел Ф. Курс аналітичної хімії. Т. 2. Кількісний аналіз. Кн. 2. Перекл. А. Бабко. Х.-К.: ДНТВУ. — 1935.
- Реформатський О. М. Неорганічна хемія. Перекл. з російської П.Дідусенко. К.: ДНТВУ. — 1935.
- Бернштейн Ф. Я. Біохемія з елементами фізичної і колоїдної хемії. — X.: Держсільгосвидав. — 1935.
- Чічібабін О. С. Основні начала органічної хемії. Вид. 1 і вид. 2 Х.-К. — 1935.
- Красовький М. П. Якісний хемічний аналіз. К.: ДВУ. — 1936.
- Глінка М. П. Неорганічна хемія. Переклад з 5-го російського видання. Редактор Т. С. Телетов. К.-Х.: ОНТИ. — 1936 (Перевид. 1933, 1934, 1935).
- Баталін О. Х., Коваль А. М. Курс хемії. На правах рукопису. X.: — 1935.
- Семенцов А. Короткий курс органічної хемії. Перекл. з 2-го випр. та переробленого видання. Х.-К.: — 1936. — 318 с.
- Павлов Б. С. Підручник органічної хемії. З 2го рос. вид. -X.: — 1936.
- Тананаєв М. О. Аналітична хемія. Теоретичний вступ до хемічного аналізу. 2-ге виправлене і доповнене видання. Переклад А.Чаленка. — Х.-К.: ДНТВУ. — 1936. — 312 с.
- Тананаєв М. О. Ваговий аналіз. 4-те доповнене та виправлене видання — Х.-К.: — 1936. — 264 с.
- Каблуков І. Основи неорганічної хемії. Переклад з російської — X.: ДНТВУ. — 1937.
- Кройт В. Р. Колоїди. Переклала з російської І. М. Ковжунова. — К.: І ДНТВУ. — 1937.
- Бродський О. І. Фізична хемія. Вид. І і вид. II. — Х.-К.: — 1937.
- Голлеман А. Курс органічної хемії. X.: ДНТВУ. — 1937.
- Яковкін О. О. Підручник загальної хемії. Х.-К.: Держтехвидав. — 1937.
- Алексеєвський Е. В., Гольц Р. К., Мусакін О. М. Кількісний аналіз. X.: ДНТВУ. — 1937.
- Павлов Б. А., Семенченко В. К. Підручник хемії. Переклад з 8-го російського видання. Підручник для хем. технік. — X.: ОНТИ ДНТВУ. — 1937.
- Шейнман А. І. Фармацевтична хемія. — К.: Держмедвидав. — 1938. — 224 с.
- Кертман Л. Курс якісного аналізу. — X.: ДНТВУ. — 1938.
- Реформатський А. Неорганічна хемія. — X.: ДНТВУ. — 1938.
- Павлов Б. А., Семенченко В. К. Хемія. Переклад з 2-го російського видання. — Київ: Рад. школа. — 1939.
- Хемія для художників (Підручник для художніх технік). — Х.-К.: Кокс і хемія. — 1939. — 152 с.
- Верховський В. Н. Неорганічна хемія. Київ. — 1939.

##### Вправи та лабораторні заняття
- Розенберг М. А. Практикум по курсу загальної хемії. З руської мови переклав Дідусенко. — X.: ДВУ. — 1928. — 162 с.
- Габель Ю. А. Поради до постанови лекційних дослідів з органічної хемії. X.: ДВУ. — 1929.
- Сміт О. Лабораторні вправи до курсу загальної хемії. Переробив Джемс Кендал. Перекл. та проред. С. Зенкевич. Вип. 12., X.: ДВУ. — 1930. (Перевид. 1929 і 1939).
- Шток А., Штелер А. Неорганічна хемія. Практикум кількісної аналізи. — 1931.
- Федорів О. С. Теоретичні вправи з хемії. Збірник вправ і задач. Посібник для вишів і технік. Вид. 2. X.: ДВУ. — 1931. — 139 с.
- Холодій М. М. Кількісні обчислення з курсів загальної хемії, аналіт. хемії і хем. технології. Вправи та деякі приклади синтетичних робіт. Посібник для вишів і технік. X.: Держтехви-дав. — 1931. — 196 с.
- Голлеман А. Нескладні досліди з органічної хемії. Переклад з німецької В.Богомолова і С.Сергієнка. Ред. проф. Хотинський. Х.-К.: Техвидав. — 1932.
- Федорів О. С. Лабораторні вправи з колоїдної хемії. — X.-К.:Кокс і хемія. 1932.
- Опоцький В. Ф. Практикум з органічної хемії. — Х.-О.: Техвидав. — 1932.
- Нокс Дж. Фізико-хемічні обчислення. Переклад з англійської під редакцією О. І. Бродського. — Х.-Дніпропетровське: Кокс і хемія. — 1932.
- Тюткало І. Задачі і вправи з неорганічної хемії. Посібник для сіль-госп. технікумів. — Х.-К.: Держлітвидав. — 1933.
- Голмс Г. Лябораторний підручник колоїдної хемії. Переклад з англійської за редакцією Зенкевича. Х.-К.: Кокс і хемія. — 1933.
- Габель Ю. А. Порадник до лекційних дослідів органічної хемії. Для педвузів і університетів. — X.: Рад. школа. — 1934.
- Голлеман А. Нескладні досліди з органічної хемії. Вид. 2. — X.: ДНТВУ. — 1935. — 60 с.
- Тіль А. Фізико-хемічний практикум. Переклад з російської. Ред. К. І. Марченко. — К.-Х.: ДНТВУ. — 1936. — 354 с.
- Лабораторні роботи з загальної хемії. Ред. проф. Ізбеков В. О. — Київський індустріальний інститут. — 1938.
- Устаткування хемічної лабораторії. Методичний посібник для викладачів середньої школи за загальною редакцією Н. В. Нечаєва. Переклад з російської X.: Рад. школа. — 1934.
- Верховський В. Н. Методика викладання хемії в середній школі. Переклад з російської — К.-Х.: «Рад. школа». — 1937.
- Крапівін С. Г. Записки з методики хемії. Для викладачів середніх шкіл і педшкіл. Переклад з російської — К.-Х.: Рад. школа. −1937.
- Верховський В. Н. Техніка і методика хемічного експерименту в школі (в трьох томах). Т.1. — К.: Рад. школа. — 1938. — 351с.

##### Підручники та посібники повоєнних видань
- Хотинський Є. С. Курс органічної хімії. К.: Державне учбово-педагогічне видавництво «Рад. школа». — 1946. — 519 с.
- Корнієнко М. А. Курс органічної хімії. Підручник для педінститутів і нехімічних вузів. — К.-Львів: Держтехвидав України. — 1948.
- Глінка М. Л. Загальна хімія. Переклад з 3-го російського видання. — К.: Рад. школа. — 1949.
- Куриленко О. Д. Фізична хімія. К.: Держвидав України. — 1962. — 392 с.
- Утевська Є. Л. Практикум із загальної хімії. — К.: Держтехвидав. — 1958. — 350 с.
- Савицький І. В. Основи біохімії. Київ: Здоров'я, 1965.
- Цветков Л. О. Органічна хімія. Вид. 3-тє. Київ: РШ, 1965. Вид. 18-те, Київ: РШ, 1987.
- Жедек М. С., Клюшник М. П. Лабораторні роботи з курсу органічної хімії. — К.: Державне видавництво технічної літератури. — 1961. — 234 с.
- Голуб А. М. Загальна та неоргнічна хімія. — К.: Вища школа 1968. т. І — 442 с.; 1971. — т II. — 414 с.
- Туркевич М. М. Фармацевтична хімія. — К.: Вища школа. — 1973.
- Яремчук М. А. Загальна хімія. Текст лекцій. — Львів: ЛПІ. — 1974. — 30 с.
- Гончаров А. І., Корнілов М. Ю. Довідник з хімії. — К.: Рад. школа. — 1974. — 303 с.
- Деркач Ф. А. Неорганічна хімія. Лабораторний практикум. — К.: Вища школа. — 1978. — 230 с.
- Глінка М. Л. Загальна хімія. К.: Вища школа. — 1979. — 359 с.
- Григорьєва В. В. та інші. Загальна хімія. — 1979.
- Буринська М. М. Методика викладання хімії (Теоретичні основи). — К.: Вища школа. — 1987.
- Романова В. В. Загальна та неорганічна хімія. К.: Вища школа. — 1988. — 431 с.
- Прянішніков А.М Агрохімія (переклад з російської) К.: — 1954.
- Астахов О., Русько О. Загальна хімія. К.: — 1958.
- Щиголь М. Б. Кількісний аналіз. 2-ге видання. — К.: — 1964.
- Астахов О. І., Зотов В. І., Русько О. М. Практичні роботи та вправи з загальної хімії. — К.: — 1954.

#### Технічна література
- Рашевський М. Рафінація цукру. — Прага: Український громадський видавничий фонд. — 1925. — 219 с.
- Михайлюк К. Молочарство. — Прага: Український громадський видавничий фонд. — 1925. — 157 с.
- Фролов Л. Цукроварство. Прага: Український громадський видавничий фонд. — 1926. — 435 с.
- Фролов Л. Хемічна технологія продуктів с.-г. Там же.
- Фролов Л. Хемічна технологія води. Там же.
- Рождєственський М. Хемія виробництв. — X.: ДВУ. — 1926.
- Тулпарів А. І. Виробництво хлору, амоняку, азотової кислоти і вуглекислоти. — X.: ДВУ. — 1929.
- Тулпарів А. І. Виробництво сірчаної кислоти та соди. — X.: ДВУ. — 1930.
- Ціммер. Хімія скловиробництва. Переклад з німецької за редакцією і в доповненні інженера Перхала. — X.: ДВУ. — 1930. — 72 с.
- Ададуров. Виробництво нітратної кислоти. Х.-Од. — 1930. −210 с.
- Білокурянський. Курс керамічної технології. Для середніх шкіл і шкіл фабрично-заводського учеництва. X.: ДВУ. — 1930. — 210с.
- Бадгер В. Л., Бакеп Є. М. (Badger W.L., Baker Е. М.). Хемічна технологія неорганічних речовин. X.: ДВОУ Технічне видавництво. — 1931. — 230 с.
- Кульський Л. А. Апаратура для хлорування води. К.: АН УСРР. — 1936. — 82 с.
- Юкельсон M. Технологія основного органічного синтезу. — K.: Державне видавництво технічної літератури УРСР. — 1960.
- Циганков П. С. Виробництво синтетичного спирту. К.: Державне видавництво технічної літератури. — 1958. — 97 с.
- Шелудько В. М., Колесниченко Ю. І. Практичний посібник з фармакогнозії. K., 1965.
- Мчедлов-Петросян О. П. Контроль твердіння цементів і бетонів. — K.: Будівельник. — 1969.
- Кальонов Є. М. Штучне заповнювання для бетонів. K.: Будівельник. — 1969.
- Микульський В. Г., Федосеев Г. П., Заславський О. Г. Будівельні матеріали і роботи. K.: Будівельник. — 1969.
- Шуйтур В. У. Швидкотвердіючі бетони. K.: Будівельник. — 1971.
- Савін Б. Г., Курицька С. Ю. Хімічна технологія. K.: Вища школа. — 1973. — 251 с.
- Гончаров А. І., Середа І. П. Хімічна технологія. K.: Вища школа. — 1979. — 286 с.
- Боєчко Ф. Ф., Богачук Л. Г., Боєчко Л. О. Сировина і способи її переробки. K.: Рад. школа. — 1980.
- Бажалук Мик. Нафта. Бібліотека «Життя і знання». — Львів: Накладом Товариства «Просвіта». — 1928. — 54 с.
- Зелізний А. М., Макітра Р. Г. Теорія каталізу і каталізатори процесів переробки нафти. Львів: Львівський політехнічний інститут. −1971. — 188 с.
- Зелізний А. М., Зелізна С. Т. Хімія невуглеводневих компонентів нафти. Львів: ЛПІ. — 1972. — 122 с.
- Зелізний А. М., Зелізна С. Т. Високомолекулярні речовини нафти. — Львів: ЛПІ. — 1977. — 54 с.

#### Науково-популярна література
- Висоцький Г. І. Цукор. K.: — 1958.
- Розен Б. Я. У світі великих молекул. К. — 1958.
- Бурксер Є. С. Утворення та руйнування хімічних елементів у космосі. К. — 1956.
- Хотинський Е. С. Про суть хемічних явищ. — X.: ДВУ. −1925.
- Ковалів П. Хемія і користь від неї людям. X.: ДВУ. — 1927.
- Бекер В. Хемія повсякденного життя. Переклад з німецької Д.Журавлів. — Х.-Од.: ДВУ. — 1930.
- Хотинський Е. Що кожному слід знати з хемії. Х.-Од.: ДВУ. — 1933.
- Фрідман В. Хемія і фізика на металозаводі. К.-Х.: Молодий більшовик. — 1931.
- Хотинський Е. Хемія. Х.-К.: Молодий більшовик. — 1932.
- Рюмін В. Цікава хемія. Х.-К.: Молодий більшовик. — 1932.
- Андреєв Б. Г. Речовина в природі і техніці. Переклад з російської X. — Український робітник. 1938.
- Рюмін В. Хемія навкруги нас. Х.-Од.: Дитвидав. — 1934.
- Авдреєв Б. Хемічна вікторина. Чи знаєш ти хемію. Переклад з російської X.: Український робітник. — 1934.
- Петруньків В. Є. Хімія і медицина. К.: Здоров'я. — 1965.
- Волков С. В. Історія ста чотирьох (елементів). К. — 1969.
- Гончаренко С. У. (серія: Фізика) Будова і властивості речовин. К.: Вища школа. — 1976.

## Періодика
- Український хемічний журнал. 1925—1938.
- Записки інституту хемії АН УРСР. 1934—1949.
- Місячник «Украинский химический журнал» (1939—1977), від 1969 також українською мовою, раніше «Український хімічний журнал» (X. 1925 — 38).
- Доповіді Академії наук Української PCP. Серія Б. Геологія, геофізика, хімія та біологія (1939 —). Від 1975 р. — двомовні.
- Вісті Всеукраїнської Академії Наук. К. — 1928—1934.
- Вісті Української Академії Наук. Київ. — 1935—1940.
- Український фізичний журнал, 1956. — (від 1966 до 1967 — двомовний).
- Хімічна промисловість (АН УРСР, Укр. респ. правління Всесоюзн. хім. т-ва ім. Менделеєва). 1960—1966, № 2. Починаючи з № 3 за 1966 рік видається російською мовою під назвою «Химическая промишленность Украини».
- Двомісячник «Український біохімічний журнал» (1946 —), раніше «Біохімічний Журнал» (1937—1941), перед тим «Український біохімічний журнал» (1934—1937) на базі «Наукових записок українського біохімічного Інституту» (1926—1933).
- Двомісячник «Теоретическая и экспериментальная химия» (з 1965).
- Двомісячник «Фармацевтичний Журнал» (1930 — 41, потім з 1959), його попередник «Фармацевтический Журнал» (1928—1929).
- Матеріали з хімії друкувалися також у журналі «Вісті Укр. АН» (1928—1934), згодом «Вісті Всеукр. АН» (1935—1936), далі «Вісник АН УРСР» (з 1947)
- 1926 — 36 — «Наук.-Техн. Вісник» у Харкові
- 1936 — 47 — «Вісті Інституту Фіз. Хімії»
- Двомісячник «Вуглехімічний журнал» (з 1993). Матеріали друкуються двома мовами: російською і українською.

Праці з хімії друкувалися також, хоч не завжди систематично, в «Наук. Записках» та «Вісниках» університетів Київ., Харківського, Дніпропетровського та з 1948 Львівського, Чернівецького й Ужгородського, як також політехн. інститутів Київ., Одеського, Харківського та Львівського.